# Hryhoriwka (rejon chmielnicki)
Hryhoriwka (ukr. Григорівка) – wieś na Ukrainie, w obwodzie chmielnickim, w rejonie chmielnickim, w hromadzie Starokonstantynów. W 2001 liczyła 1316 mieszkańców, spośród których 1290 wskazało jako ojczysty język ukraiński, 24 rosyjski, a 2 inny.